# Lucien Muller
Lucien Muller-Schmidt (Bischwiller, 3 de Setembro de 1934) é um ex-futebolista e treinador francês. Nascido em 3 de setembro de 1934 em Bischwiller (onde jogou até os 19 anos), Ele foi para a Espanha na década de 1960 e se tornou treinador. Continua sendo um dos poucos franceses a ter treinado o FC Barcelona. 

## Carreira
Ele começou sua região natal, mas tornou-se conhecido defendendo as cores do Stade de Reims. 
Ele então foi para o Real Madrid e jogou uma final da Liga dos Campeões em 1964.
Ele então jogou para o outro grande clube espanhol: o FC Barcelona. Apresentado como o sucessor de Raymond Kopa, mas suas apresentações com a camisa do Barcelona nunca foram a altura. 
Ele voltou ao Reims no final de sua carreira.
Ele se tornou um treinador e retornou brevemente a Barcelona no final da década de 1970, se qualificando para a Liga dos Campeões antes de ser substituído por Joaquim Rifé.

## Seleção
Muller integrou o elenco da Seleção Francesa de Futebol, da Euro de 1960, e da Copa de 66

## Títulos

### Jogador

#### Clubes
Barcelona
- Copa da UEFA em 1966
- Copa de Espanha em 1968
- Troféu Joan Gamper em 1966 e 1967

Stade de Reims
- Campeão francês em 1960 e 1962

Real Madrid
- Campeão espanhol em 1963, 1964 e 1965

### Treinador
Mônaco
- Coupe de France em 1985